# Gupta
Gupta je druh staroindického písma. Guptovské písmo, někdy i guptovské bráhmí, pozdní bráhmí, se používalo pro zápis sanskrtu v Guptovské říši (zhruba 3.–6. století) na území dnešní Indie, v době obecného rozkvětu včetně písemnictví. Písmo gupta je odvozeno z písma bráhmí a naopak z guptovského písma je odvozeno několik dalších písem včetně nagarského a dévanágarí a písem z něj odvozených a také tibetského písma.

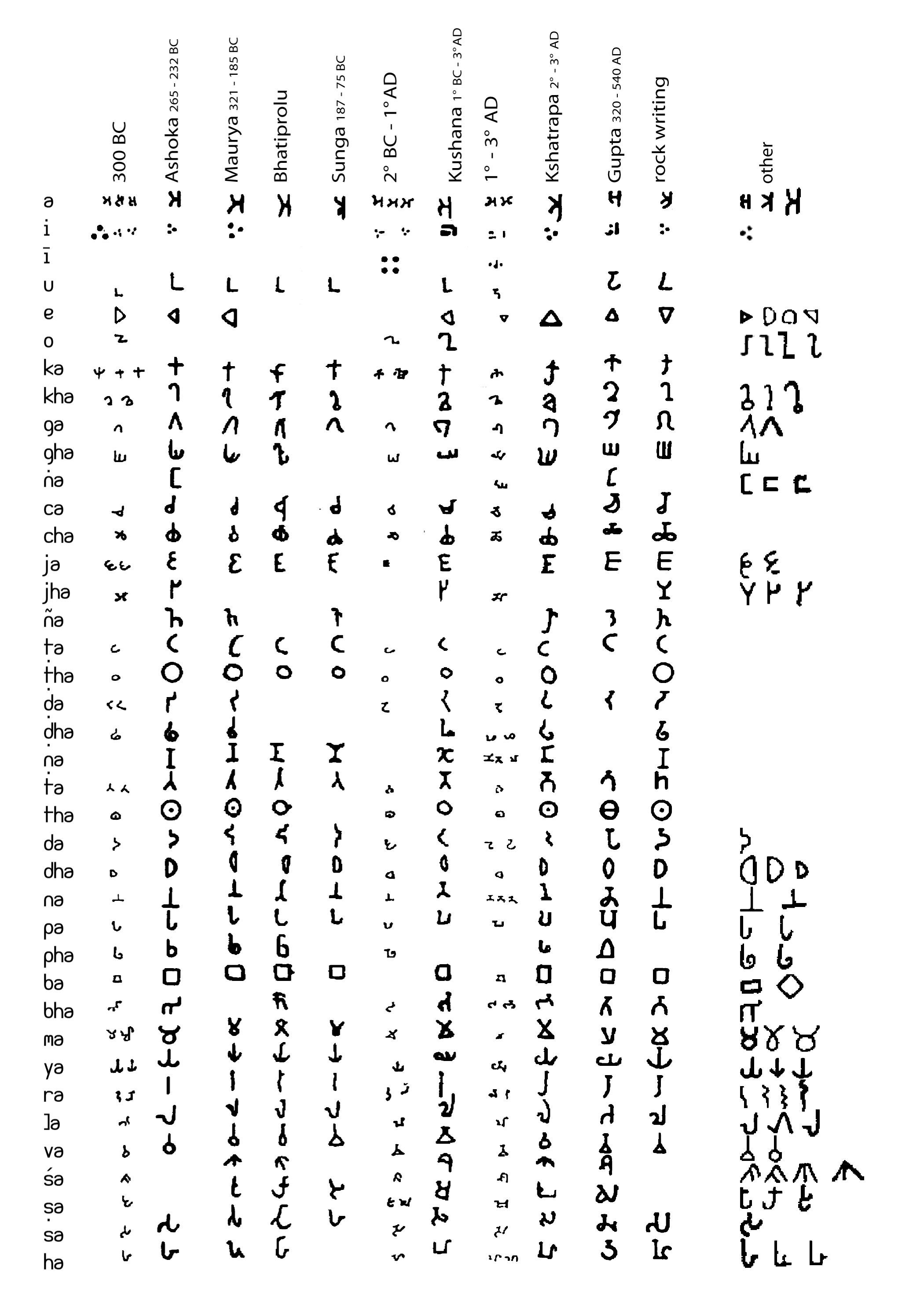
Písmo bráhmí a jeho další varianty a odvozeniny

## Původ a zařazení
Písmo Gupta pochází z Bráhmí a spojuje ho s většinou písem bráhmické skupiny písem, které jsou všeobecně typu hláskoslabičné (alfasylabické) neboli abugidy. To znamená, že souhlásky mají své samostatné symboly, kdežto samohlásky se vyznačují diakritickými znaménky kromě samohlásky /a/, které se předpokládá a nevyznačuje se. Toto pravidlo platí shodně v celé bráhmické rodině písem a odlišují se navzájem jen jejich konkrétními tvary znaků a znamének.
Během 4. století se písmena stávala spojitější a symetričtější kvůli zrychlení psaní i pro větší estetiku. Tak se písmo rozdělilo na regionální varianty napříč říší, jejichž klasifikace není jednoznačná a definitivní, protože každý nápis se způsobem psaní tvarů znaků může lišit od všech ostatních. Tak „guptovské písmo“ budiž chápáno jako nejednotný souhrn všech forem psaní v guptovském období.

## Nápisy
Zachované nápisy v písmu Gupta jsou většinou na železe nebo sloupech a na mincích z doby dynastie Gupta. Jeden z nejdůležitějších byl Allahabad Prasasti. Složený Harišenou, dvorním básníkem a ministrem krále Samudragupty, popisuje Samudraguptovu vládu od nástupu na trůn jako druhý v dynastii a s dobýváním dalších království.

## Abeceda
| a | i | u | ṛ | e | o  |
| ā |   |   |   |   | au |

| k | kh | g | gh | ṅ |
| c | ch | j | jh | ñ |
| ṭ | ṭh | ḍ | ḍh | ṇ |
| t | th | d | dh | n |
| p | ph | b | bh | m |
| y | r  | l | v  |   |
| ś | ṣ  | s | h  |   |

## Písmo Gupta na mincích
Výzkum písma Gupta na mincích povstalo objevem of a pokladu zlatých mincí roku 1783. Od té doby bylo nalezena řada podobných pokladů mincí, mezi nimi nejvýznamnější Bayana v okrese Bharatpúr v indickém státě Rádžastán objevený v roce 1946 s více než 2 000 zlaťáky vydanými guptovskými králi . Mnoho mincí guptovské říše nesou nápisy legend nebo znamení historických událostí. Bylo to první indická říše, která je vydávala, patrně v důsledku unikátního hospodáského rozvoje. Téměř všichni králové Gupty, počínaje prvním z nich Čandraguptou I., razili mince.
Nápisy na mincích se liší i od nápisů na sloupech v důsledku konzervatizmu vedeného snahou o přijatelnost platidla, která se tak vyhýbala regionálním odchylkám písma na mincích. Navíc kvůli stísněnému prostoru zejména na stříbrných mincích byly symboly často zjednodušené a zakrnělé, např. symbol pro /ta/ a /na/, který se často zjednodušoval na pouhou svislici.

## Podobná písma
- Písmo Bhattiprolu
- Písmo Kadamba
- Písmo Telugu-Kannada
- Písmo Pallava